# Kapelle St. Maria Magdalena (Rueun)

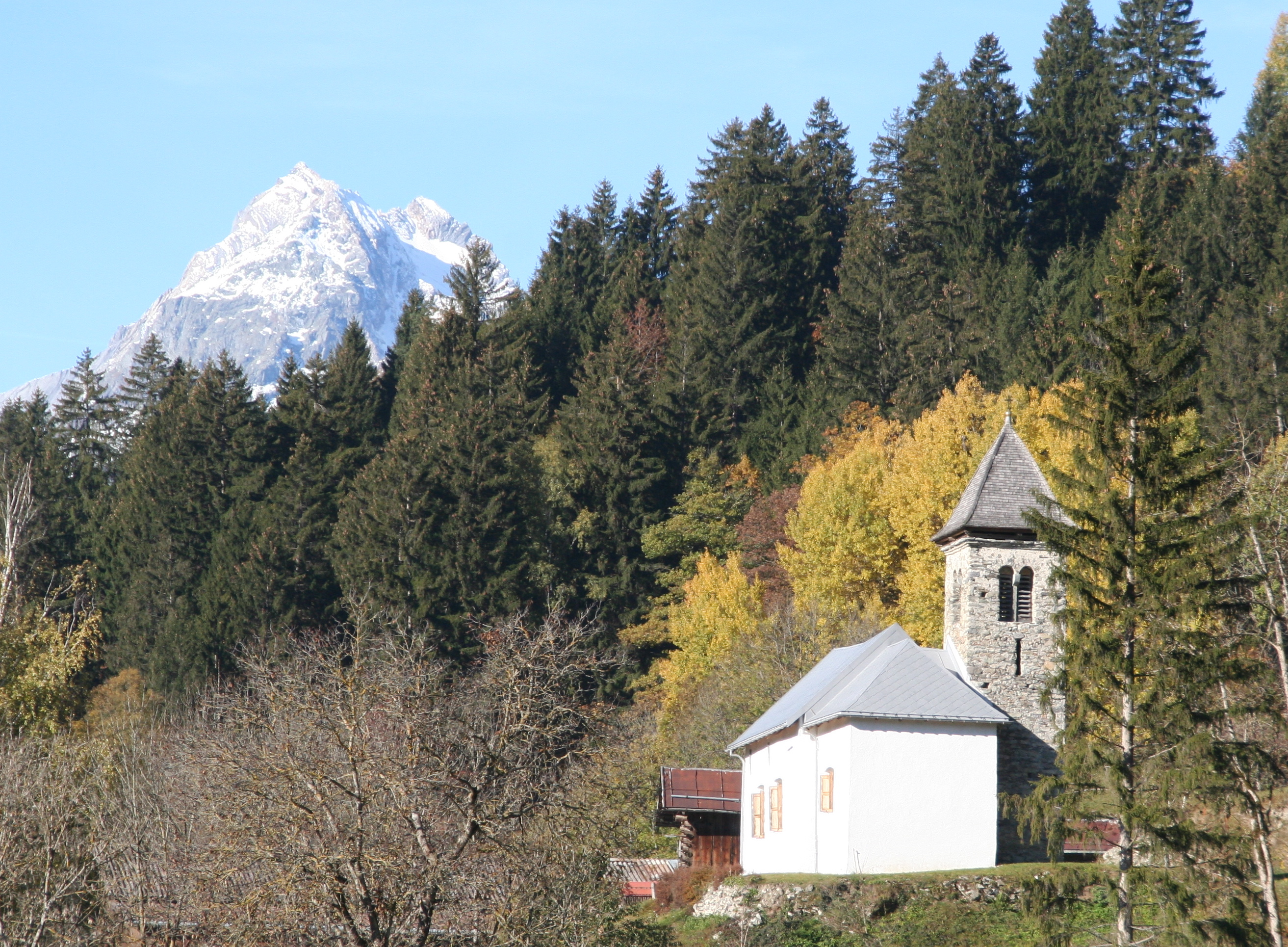
Ansicht von Osten

Die Kapelle St. Maria Magdalena steht in Rueun in der mittleren Surselva. Sie ist unter dem Denkmalschutz des Kantons Graubünden.

## Geschichte und Ausstattung

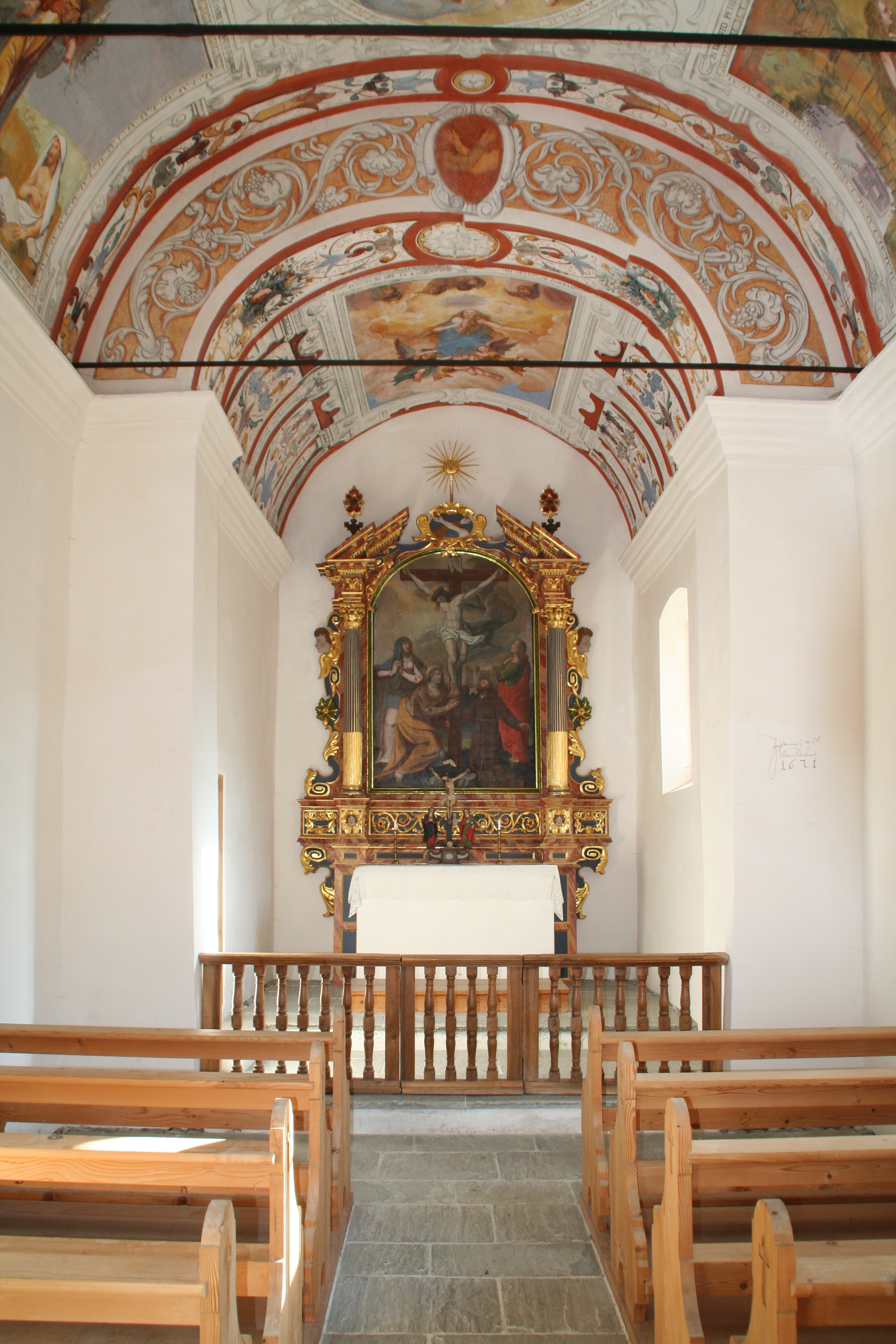
Innenraum

Die Kapelle steht im östlichsten Teil der Gemeinde, in Gula beim Tobel gegenüber Schnaus. Gula war früher eine grössere Siedlung und wird von Nicolin Sererhard als kleines Gemeindlin bezeichnet. Denkbar ist, dass das Patrozinium der Kirche von Schnaus auf diese Kapelle übertragen wurde, als dieses in der Reformation aufgehoben wurde.
Schriftliche Urkunden über den Bau und die frühe Geschichte der Kapelle gibt es nicht. Erwin Poeschel vermutet eine Entstehung im 16. Jahrhundert. 1643 wurde die Kapelle um- oder neu gebaut. Dies ist zwar nicht datiert, wird aber bestätigt durch die Gewölbemalerei, die aufgrund ihrer Eigenheiten Giovanni Battista Macholino aus dem Val San Giacomo bei Chiavenna oder seiner Werkstatt zugewiesen werden kann. Macholino hatte unter anderem bereits in der Katholischen Kirche Pleif in Vella und in der Katholischen Kirche Sagogn gemalt.
Beide Glocken aus dem Jahr 1643 mit der Inschrift „SANCTA MARIA ET SS. FRANZISCE ET SANCTA MA. MAG. ORATE PRO NOBIS A. DO. 1643“ sind erhalten. Die grössere hängt immer noch in der Kapelle, die kleinere im Dachreiter der Kapelle St. Antonius in Rueun. Der Turm ist jünger als die Kapelle und steht an der Nordseite des Chors.
Im Jahr 2000 wurde die Kapelle umfassend restauriert.

## Deckengemälde

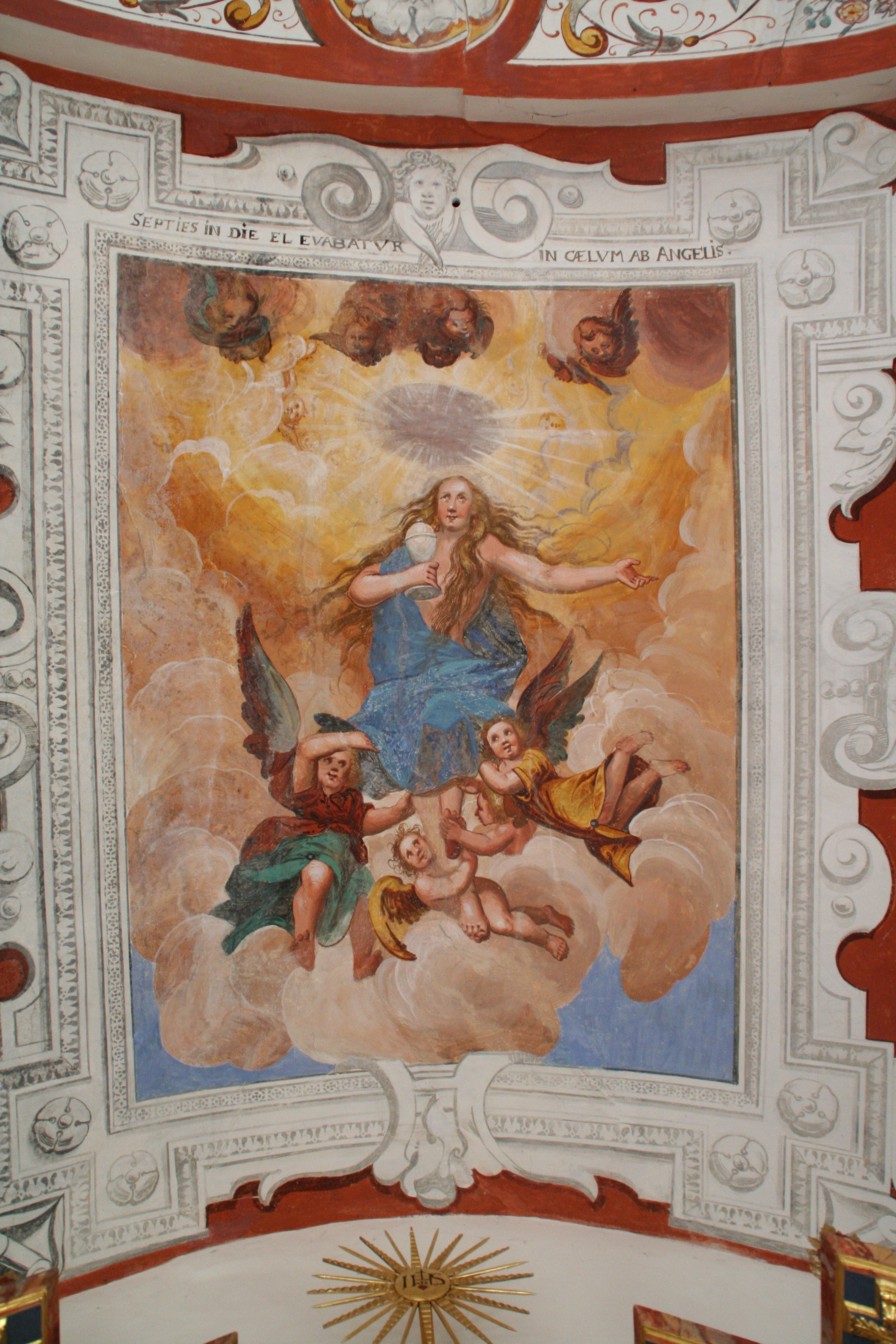
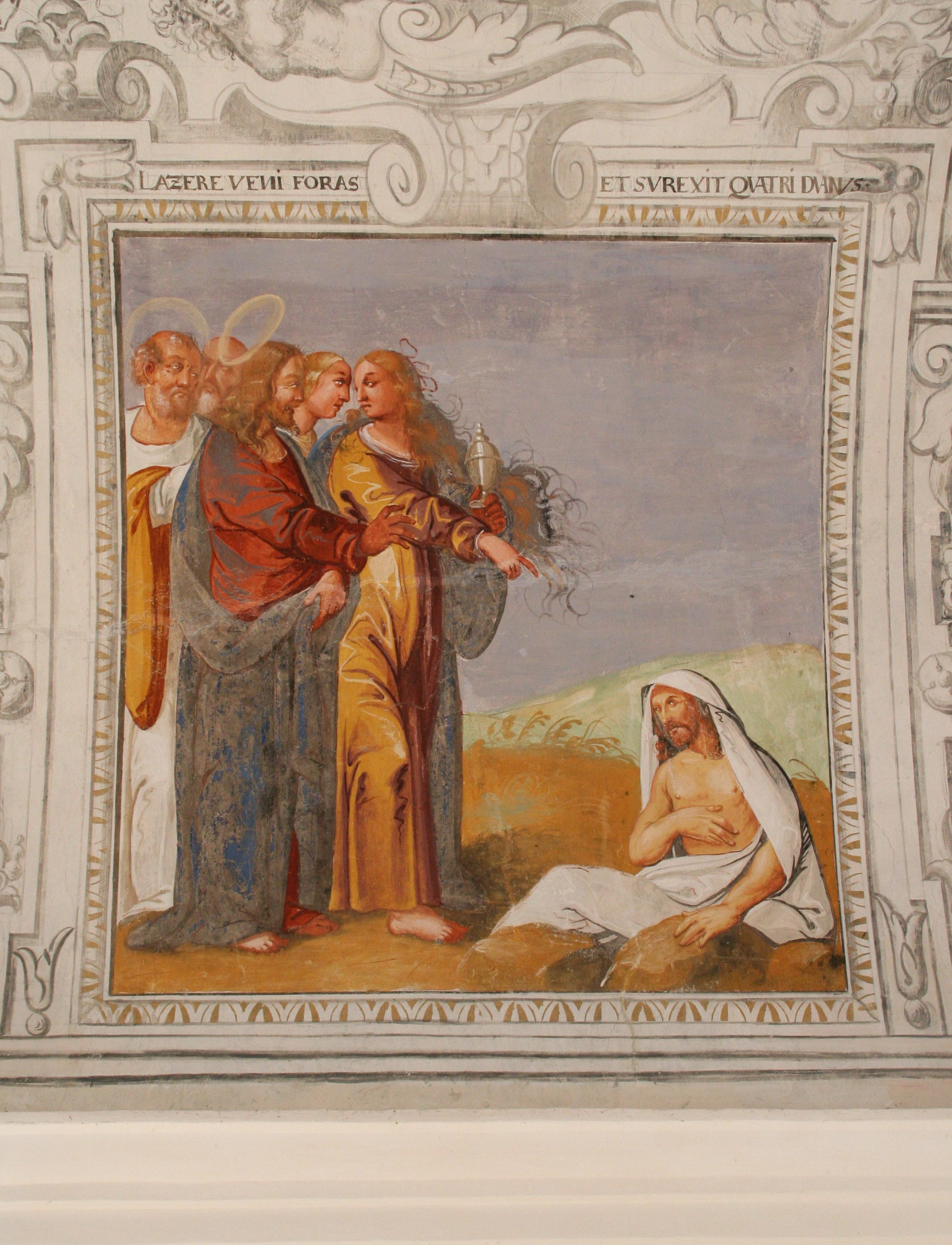
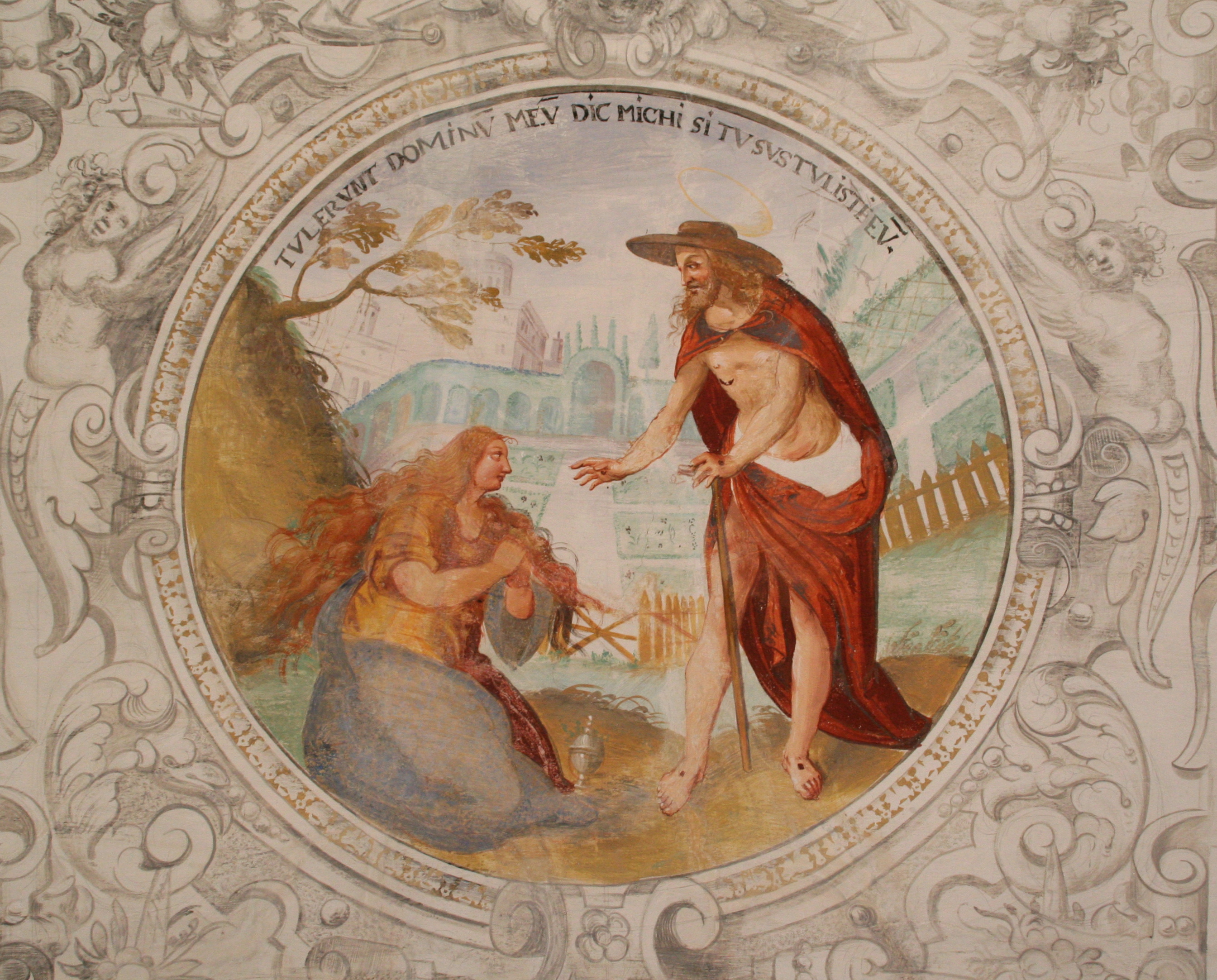
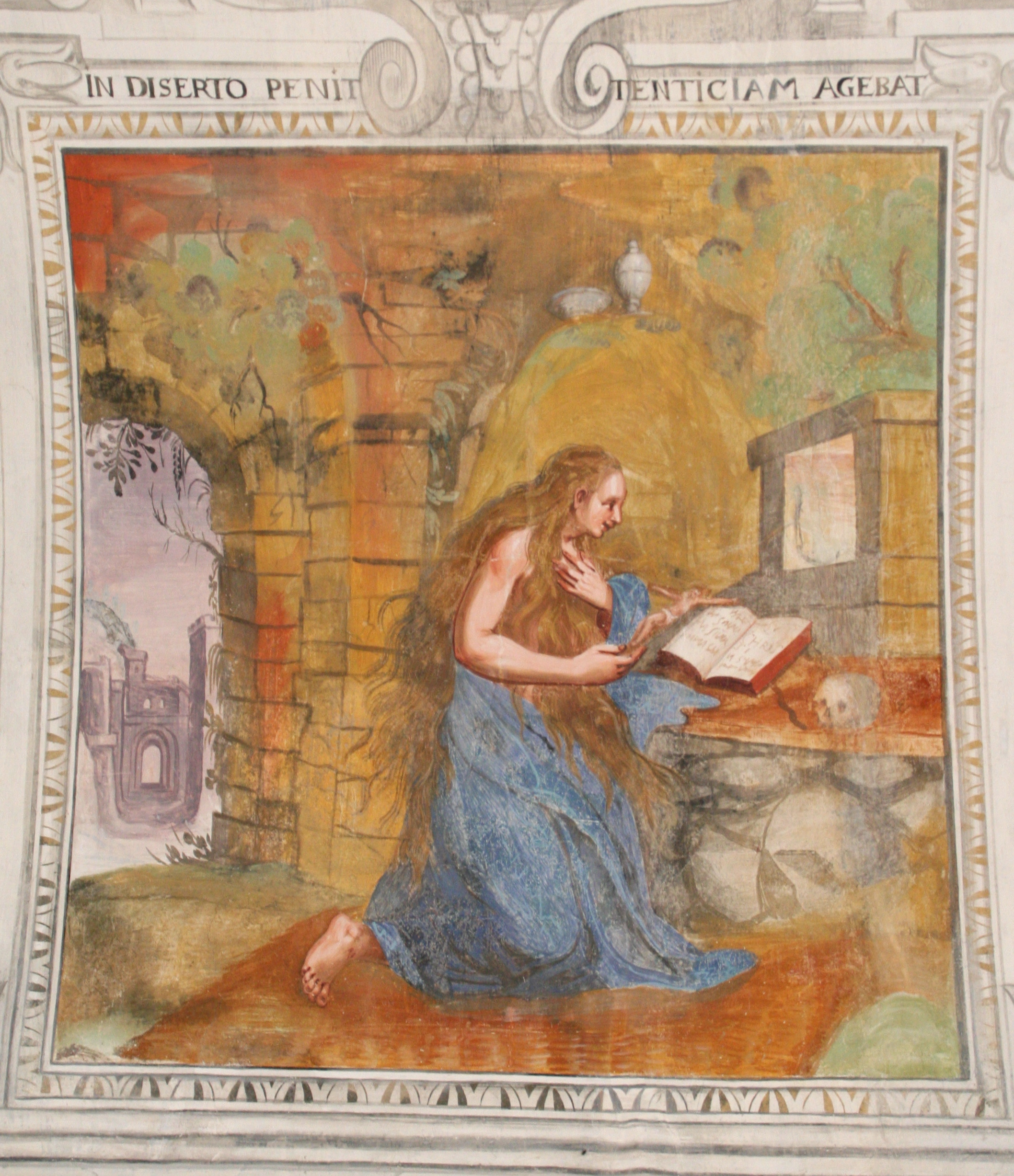